# Covid-19-provtagning

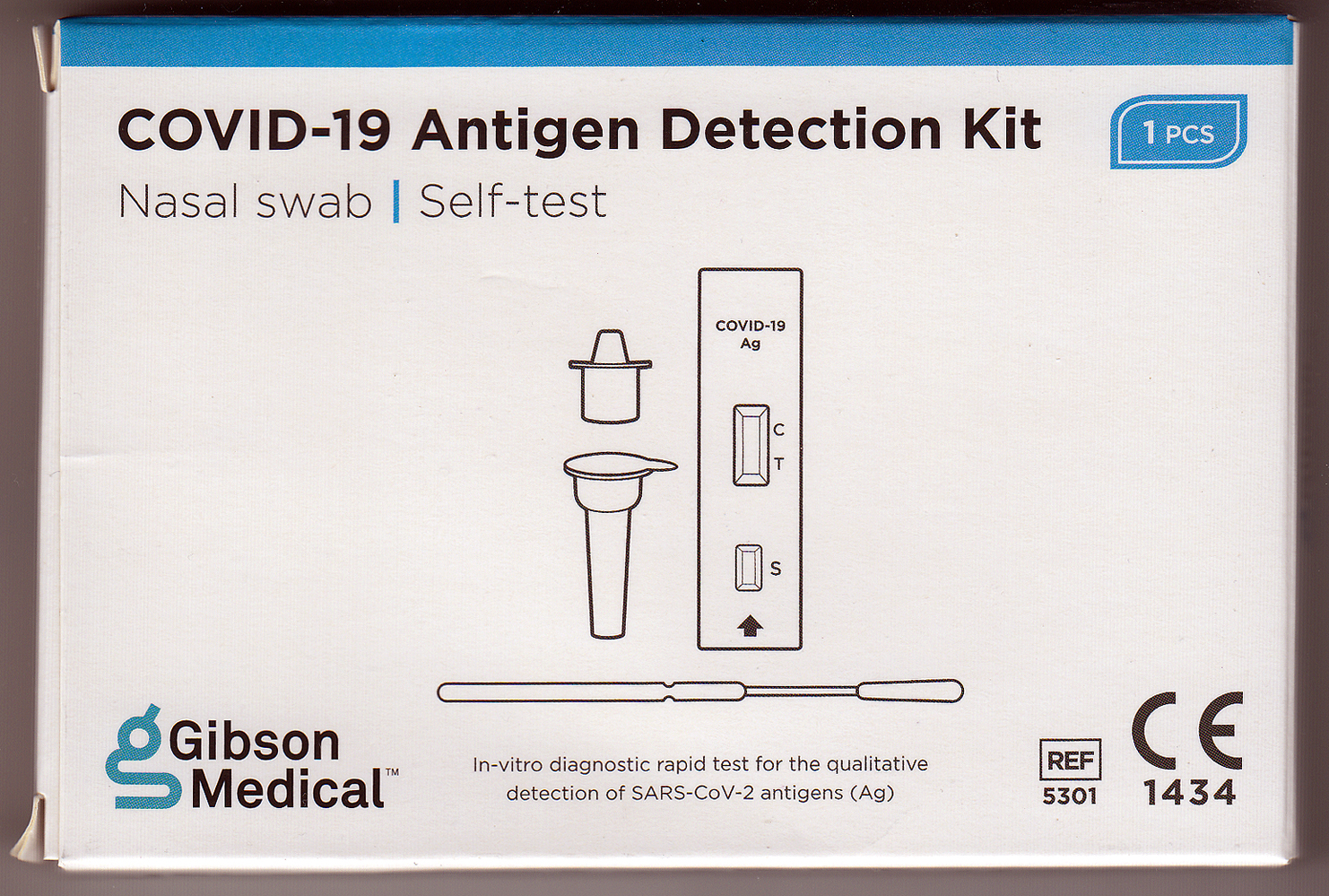
En förpackning med en självtest för Covid-19.

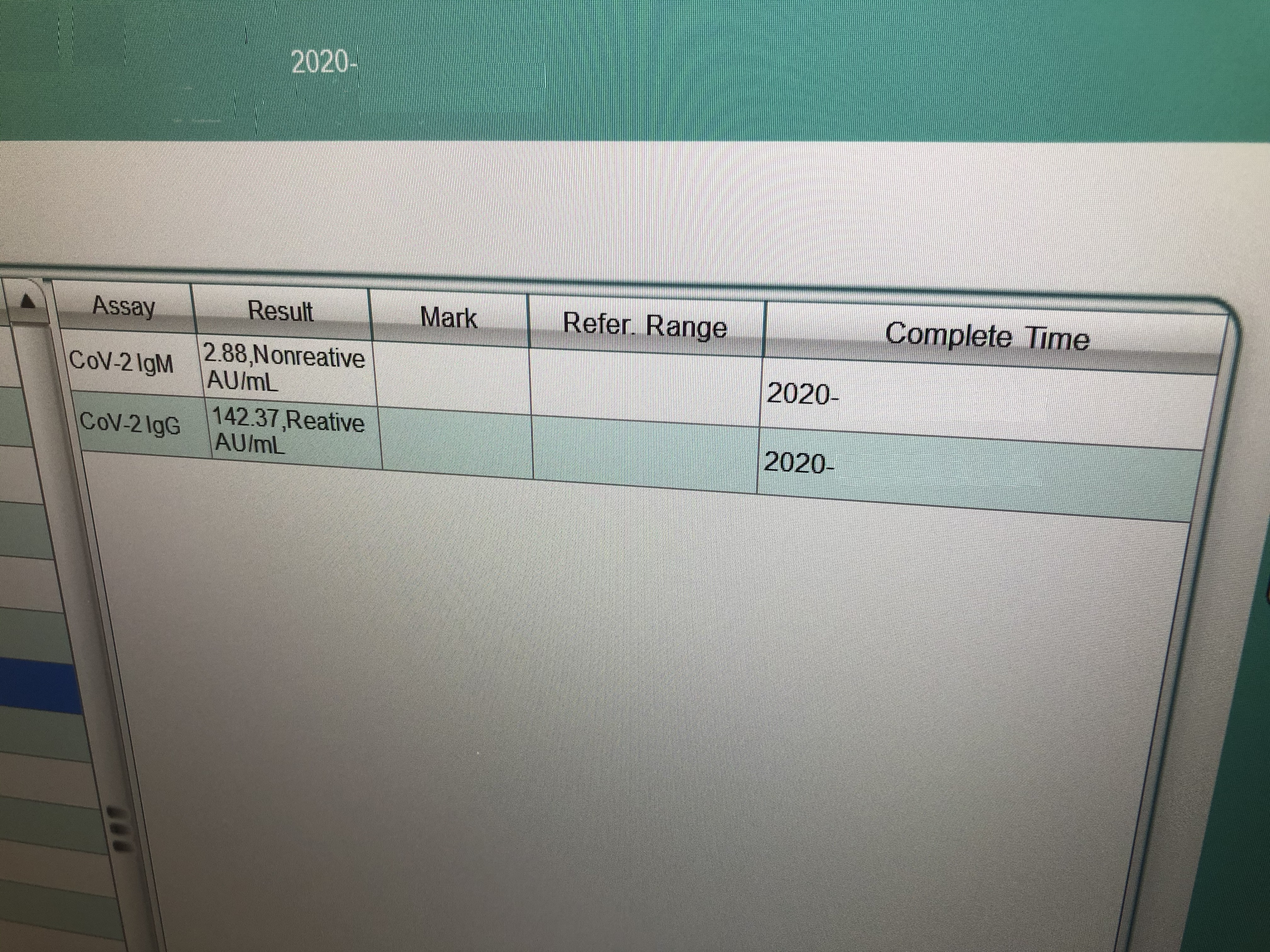
Ett test utfört för att upptäcka antikroppar, IgM och IgG, mot Corona.

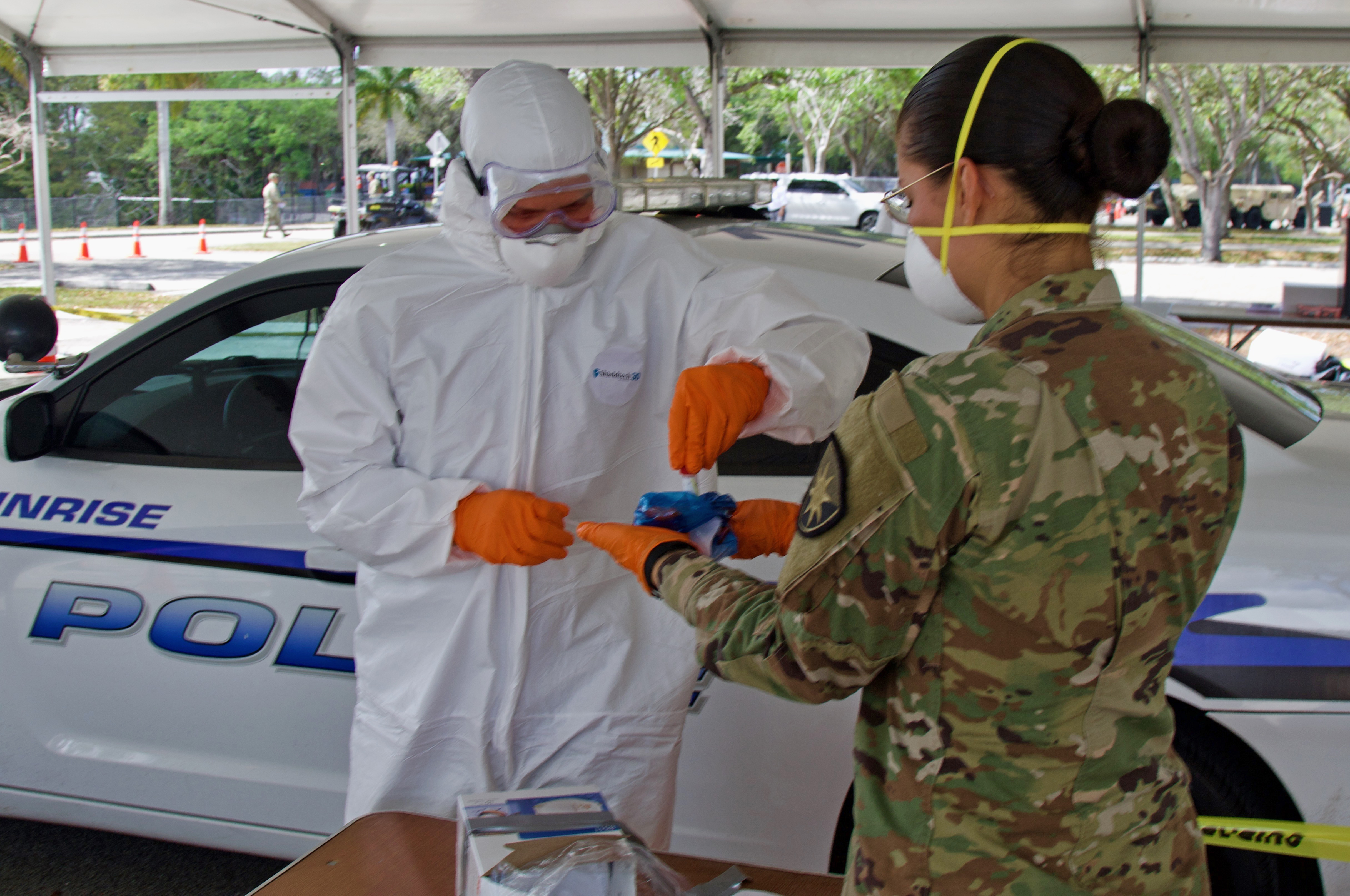
Provtagning i USA

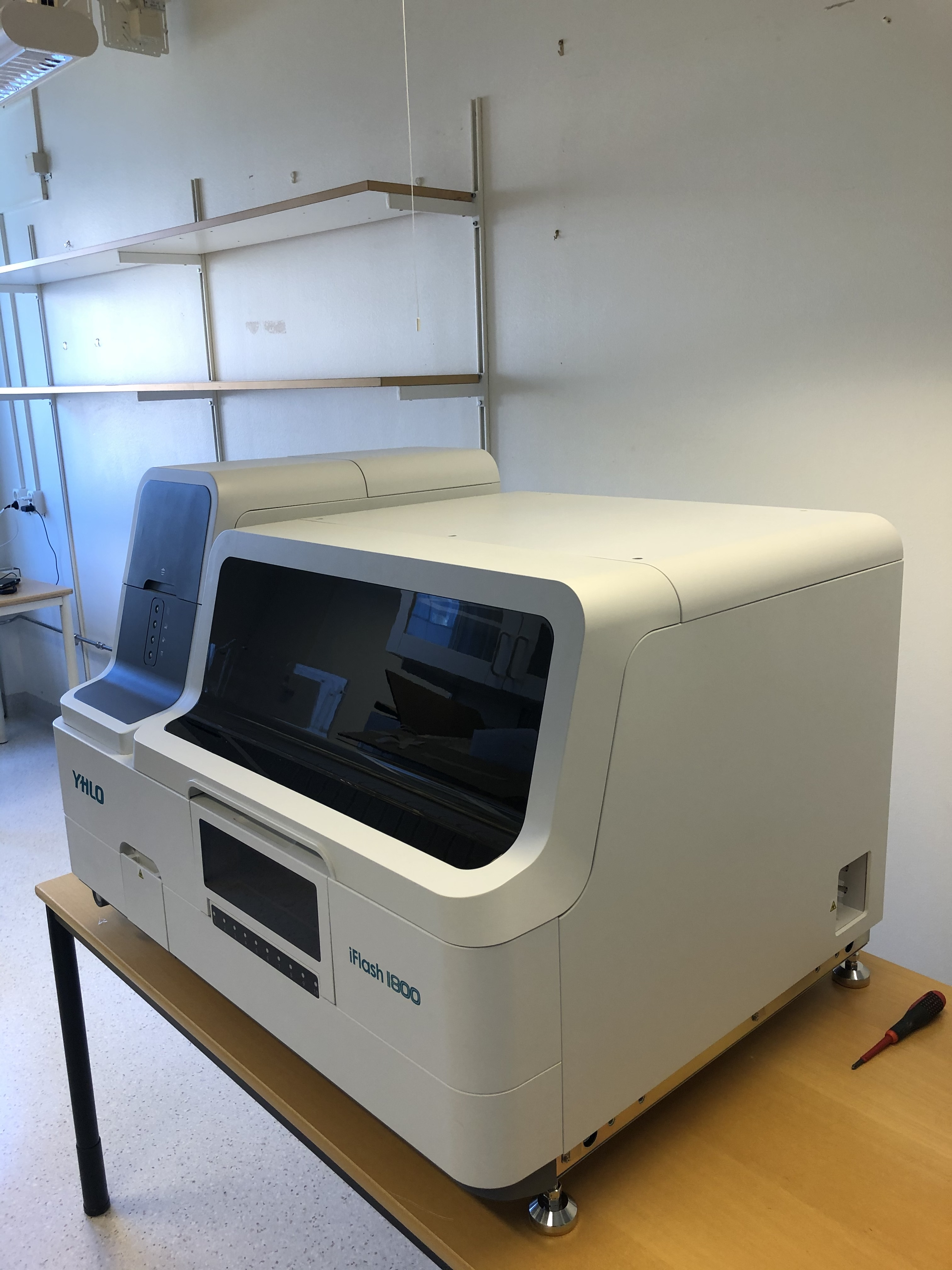
Ett analysinstrument som används för att upptäcka antikroppar, bland annat mot Corona.

Covid-19-provtagning är laboratorietester för luftvägsinfektionen covid-19 orsakad av viruset sars-cov-2. Testerna inkluderar metoder som upptäcker viruset, samt sådana som upptäcker antikroppar som bildats som försvar till infektionen. Upptäckten av antikroppar, som kallas serologi, kan användas både för kliniska syften och för att övervaka invånare. Så sent som i mars 2020 hade de flesta länder begränsat sin virusprovtagning till utsatta riskgrupper vilket gör det svårt att uppskatta virusets spridning.
Upptäckten av virus görs oftast genom metoden real time reverse transcription polymerase chain reaction (rRT-PCR) på prover som tagits med till exempel nasofaryngeal vattpinne eller sputumprov. Blodprov för att upptäcka antikroppar, IgM och IgG, som bildats av kroppen till följd av infektionen är under utveckling. Datortomografi av bröstkorgen kan ibland hjälpa till att identifiera och bestämma patologi i lungor men har ännu gett oklara resultat vid covid-19-infektion och kan inte användas för diagnos En del länder har satt upp drive-through-provtagning där prov kan tas från individer av vårdpersonal.

## PCR-test
Det så kallade PCR-testet (mer exakt: kvantitativ omvänd transkriptaspolymeraskedjereaktion i realtid) anses vara guldstandarden för detektion av SARS-CoV-2.  Det anses vara den mest tillförlitliga metoden för att klargöra en misstanke om aktiv infektion med SARS-CoV-2. Utvärderingen utförs i laboratoriet. Resultatet är tillgängligt efter några timmar till dagar. Validiteten i resultaten avseende infektion, smittsamhet och symtomatisk sjukdom beror på många faktorer. I teorin ger Ct-värdet en indikation på virusmängden och, indirekt, smittsamheten. I praktiken kan den dock endast användas som en grov riktlinje, eftersom de olika leverantörernas PCR-tester inte är standardiserade och resultaten beror på vilket prov som tas.
Testet reagerar på närvaron av två specifika korta gensekvenser (nukleotidsekvenser) som är karakteristiska för de nämnda virusen, de så kallade E-genen och RdRp-genen. E-genen kodar för virushöljet (E för höljet), RdRp-genen för RNA-beroende RNA-polymeras (RdRp). Testet reagerar alltså på komponenter i viruset såväl som på virusrester.  Utöver det test som utvecklats vid Charité har andra institutioner utvecklat sina egna tester. Testet som utvecklats av CCDC riktar sig mot RNA-regionen i nukleokapsiden (N-genen) och det icke-strukturella proteinet nsp10. Testet vid Hongkongs universitet testade också mot RNA-regionen i nukleokapsiden och det icke-strukturella proteinet nsp14. Testet som utvecklats av CDC riktar sig mot tre primers mot nukleokapsidens RNA-region och inkluderar även en primer mot humant RNas P, vilket möjliggör kvalitetskontroll av RNA-extraktion och därmed bättre jämförbarhet av testerna. I de två sista analyserna används (bland annat) en gensond som är specifik för SARS-CoV-2. Den andra analysen inkluderar också en sond som matchar nukleotidsekvensen för både SARS-CoV-1 och SARS-CoV-2 RNA-segment.
Provet med pinnen tas vanligtvis i halsen eller vanligare i näsan (nasofarynx). Dessutom är provtagning genom gurgling också möjlig.  Vissa andra kroppsvätskor, såsom avföring, kan också testas i princip, men är mindre entydiga. Genom att testa avloppsvatten är det också möjligt att dra slutsatser om den aktuella förekomsten av infektion på en ort.

### Specificitet
Testet reagerar positivt på SARS-CoV-2 och SARS-CoV-1. Korsreaktivitet mot SARS-CoV-1 är avsedd att göra SARS-CoV-1 (från laboratorielager) tillgänglig som en positiv testkontroll. ]Ytterligare data från testutvecklingen tyder på att testet ger ett positivt resultat för troligen alla asiatiska virus från undersläktet Sarbecovirus.
Under utvecklingen säkerställdes att testet inte reagerar positivt på de endemiska humana coronavirusen (HCoV-229E, -NL63, -OC43, -HKU1), MERS-CoV och många andra vanliga patogener av luftvägssjukdomar. Liksom andra etablerade tester för mänskliga coronavirus reagerar detta test också positivt på olika coronavirus som är okända för människor (särskilt de från vissa fladdermusarter). 
För att fastställa att testet inte är oavsiktligt positivt för ett annat virus testas prover som inte innehåller målviruset. Detta säkerställer att testet faktiskt visar ett negativt prov som negativt i dessa fall. Baserat på dessa undersökningar bedöms specificiteten för detta test vara extremt hög, förutsatt att det (av andra skäl) kan säkerställas att provet som testas är fritt från SARS-CoV-1 och andra asiatiska sarbecovirus. 
I ett kvalifikationstest som genomfördes av den tyska föreningen för främjande av kvalitetssäkring i medicinska laboratorier i maj och juni 2020 undersöktes kvaliteten på 463 laboratorier från 36 länder bland annat för att se om de på ett tillförlitligt sätt kunde utesluta falskt positiva resultat i testerna. För de SARS-CoV-2-negativa proverna uppnådde laboratorierna mestadels korrekta negativa resultat (97,8 % till 98,6 %). Laboratorier som inte enbart kunde ge 100 % korrekta resultat certifierades inte.
I juni 2020 fastställde Foundation for Innovative New Diagnostics i Genève känsligheten och specificiteten hos SARS-CoV-2-testsystem från 21 tillverkare genom att jämföra dem med sitt eget interna test. Specificiteten bestämdes från 100 negativa prover åt gången och varierade från 96 % till 100 %. Än så länge är det oklart om de resultat som tolkas som falskt positiva faktiskt är falskt positiva eller beror på falskt negativa referensresultat från företagets eget interna test. 
I en publikation från Friedrich Loeffler-institutet Pitfalls in SARS-CoV-2 PCR Diagnostics rapporterar författarna om förekomsten av kontaminering på tillverkarsidan av kommersiella primer-/sonduppsättningar med SARS-CoV-2-målsekvensen för RT-qPCR. Eftersom kontaminering av de använda reagenserna också kan leda till felaktiga testresultat rekommenderar författarna batchtestning samt systematiska kvalitetskontroller i testproceduren,

### Känslighet
Även om den höga specificiteten har blivit allmänt accepterad, kritiseras ofta testets känslighet och frekventa falskt negativa rapporteras. Som ett resultat, till exempel, hos patienter som testades flera gånger i rad, ändrades statusen upprepade gånger mellan positiva, negativa och oklara resultat. Problemet här syns dock inte på den "tekniska" sidan av testet, utan i korrekt utförande och hantering. En studie av svabbresultat från patienter visade ett starkt beroende av känslighet vid tidpunkten för exponering för viruset och sjukdomsförloppet. Dagen efter kontakt med en person som testat positivt påvisades virus-RNA hos en tredjedel. På dagen för symtomdebut var testet positivt hos 62 % av patienterna. Den högsta sensitiviteten hittades tre dagar efter symtomdebut på 80 %. Tre veckor efter symtomdebut kunde virus-RNA fortfarande påvisas hos cirka en tredjedel av patienterna.
Ett positivt PCR-test är inte synonymt med smittsamhet: med den rekommenderade svabbtekniken är PCR-testet alltid positivt under längre tid – i vissa fall flera veckor – då virus som kan replikeras inte kan upptäckas. Smittsamheten kan dock uppskattas med hjälp av det Ct-värde som är förknippat med testresultatet. Ju högre detta värde var, desto mindre virusmängd förekom.  Baserat på tidigare erfarenheter uppger Robert koch Institutet (RKI) att med ett högt Ct-värde (> 30) som motsvarar ett lågt innehåll av viralt RNA kunde i de flesta fall ingen odlingsbarhet observeras i cellkulturer. Det rekommenderas dock inte att karantänen förkortas på grund av ett testresultat, men det är möjligt att ta beslut om icke smittsamhet på det svaga testresultatet som ett medicinskt beslut från fall till fall.
När det gäller omfattningen och betydelsen av falskt positiva testresultat uppger Robert Koch-institutet att på grund av PCR-testets funktionsprincip och de höga kvalitetskraven är den analytiska specificiteten nästan 100 %. Av detta drar RKI slutsatsen att om testerna utförs korrekt och resultaten bedöms sakkunnigt, kan ett mycket litet antal falskt positiva resultat antas och bedömningen av situationen förvrängs inte.  Detta är också i linje med National Academy of Sciences: Det betonas att andelen falskt positiva PCR-testresultat är betydligt lägre än vad som framgår av de rent tekniska specificitetsuppgifterna för enskilda tester, eftersom initialt positiva resultat alltid är föremål för bekräftande tester i praktiken.
Orsaken till felaktiga resultat kan vara för få prover, prover tagna från fel ställen eller prover tagna på fel sätt. Detta kan leda till att viruset saknas i provet men fortfarande finns kvar hos människor. Testet är då "tekniskt korrekt" negativt, trots att personen bär spår av viruset.
Från den ovannämnda systematiska granskningen av olika tillverkares tester av tester av Foundation for Innovative New Diagnostics i Genève i juni 2020, där känsligheten bestämdes på grundval av 50 positiva prover vardera, konstaterades att känsligheten hade ett intervall på 90,00 % till 100,00 %.  Andra, mer konservativa data från kliniska fälttester är 63 % för näsprover, 32 % för svalgprover, 48 % för avföringsprover, 72–75 % för spottprov och 93–95 % för bronkialvätska.

### Utveckling
Den första versionen av realtids-RT-PCR-analysen skapades innan genomsekvensen av SARS-CoV-2 publicerades. För primerdesignen användes det första SARS-associerade coronaviruset SARS-CoV-1 och andra SARS-associerade coronavirus (sarbecovirus) som hittats i fladdermusarter. Efter publiceringen av genomsekvensen valdes de primers som är lämpliga för detektion av SARS-CoV-2. 
Den molekylärbiologiska detektionsmetoden, som används i konsultlaboratoriet i Charité, utvecklades i samarbete med det Berlinbaserade bioteknikföretaget TIB Molbiol i en och en första version var tillgänglig redan den 13 januari 2020.  I Sverige gjordes testet tillgängligt av forskaren Mikael Kubista den 3 februari 2020, men det stoppades då av Folkhälsomyndigheten, som ansåg att det var för tidigt. Kinesiska forskare har bidragit med opublicerade rön till detta. Grunddata kom från internationella forskningsnätverk, och den globala delen av European Virus Archive (EVAg) tillhandahöll de nödvändiga produkterna (SARS-CoV-1 RNA och RNA-transkript) för analyserna.  Andra forskargrupper har också publicerat sina utvecklade metoder. Dessa är PCR-protokoll eller listor över lämpliga primers och deras substanskoncentration som används för RT-PCR, till exempel från Centers for Disease Control and Prevention (CDC) i USA, CDC i Kina eller University of Hong Kong. De skiljer sig åt i vilka gener i virus-RNA som detekteras, till exempel N-genen (N för nukleokapsidfosfoproteinet), ORF1ab-genen (som kodar för ORF1ab-polyproteinet) eller genen för spikproteinet.  Under de första två månaderna såldes 40 000 testkit för undersökning av 4 miljoner prover till över 60 länder med hjälp av den detektionsmetod som utvecklats i Berlin.
I Tyskland presenterades i mars 2020 en metod där prover från flera försökspersoner sammanförs och testas tillsammans. Därför kan enligt forskarna betydligt fler testas med jämförbar ansträngning än med konventionella metoder, förutsatt att de undersökta personerna har låg sannolikhet att smittas. Enligt forskarna kan detta öka antalet dagliga undersökningar i Tyskland till mellan 200 000 och 400 000.
I slutet av januari 2020 rapporterade Xinhua att Kinas nationella läkemedelsmyndighet (NMPA) hade godkänt fyra testkit för en ny testprocedur den 26 januari. Analysen har utvecklats av det Changsha-baserade bioteknikföretaget Sansure Biotech. Med hjälp av lämplig laboratorieautomatisering bör testresultaten vara tillgängliga redan efter 30 minuter. Den statliga nyhetsbyrån rapporterade vidare att ett företag baserat i Wuxi i den östra provinsen Jiangsu hade utvecklat en snabb metod i samarbete med National Institute for Viral Disease Control and Prevention. Testkitet förväntas upptäcka viruset inom 8-15 minuter, företaget kan producera tillräckligt med testkit om dagen för att testa 4000 35 prover, och processen sägs redan ha använts i Hubei-provinsen.  Xinhuas rapporter innehåller inga referenser till de molekylärbiologiska metoder som använts. Dessutom håller man på att utveckla ett snabbspår vid Tianjin-universitetet i Kina i samarbete med ett bioteknikföretag i Peking, där resultaten ska finnas tillgängliga efter 20 minuter.
I början av februari 2020 tillkännagav forskare vid Hong Kong University of Science and Technology utvecklingen av en bärbar enhet som syftar till att upptäcka SARS-CoV-2 inom 40 minuter. Processen, som är snabbare än konventionell qRT-PCR, använder modifierade chiptermiska cykler.  Forskare från Institute for Health Innovation & Technology (iHealthtech) vid National University of Singapore rapporterade också att de utvecklade en snabb metod i februari 2020. Den är baserad på enVision-teknik, som har använts sedan 2018 för att detektera nukleinsyror inom 30 till 60 minuter. Uppskattningsvis kommer det att ta flera månader innan den nya testmetoden är redo för marknaden. 
I april 2020 presenterade en tysk forskargrupp vid universitetet i Bonn under ledning av Hendrick Streeck resultaten av en validering av snabbtester.  CoV-2-snabbtestet testades som en del av en screening av befolkningen och jämfördes med prover som erhölls parallellt för PCR-diagnostik. Av totalt 49 personer var 22 positiva i PCR; Snabbtestet visade dock bara åtta av dem som positiva (sensitivitet 36,4 %). Av de 27 PCR-negativa individerna diagnostiserades 24 korrekt som negativa av snabbtestet (specificitet 88,9 %).

## Covid-19-testning i Norge
Våren 2020 tvingades norska sjukhus att begränsa testningen eftersom de inte hade tillräcklig tillgång till testutrustning. Hela Norge saknade utrustning för att isolera viruset och virusets genetiska material, RNA. Forskare vid NTNU och S:t Olavs sjukhus uppfann och utvecklade då en helt ny metod för att testa människor för coronainfektion. Testet upptäckte infektion snabbt och säkert, och norska laboratorier blev oberoende av kommersiella leverantörer för inköp av testutrustning. Norska Helsedirektoratet har gett NTNU i uppdrag att förse det norska sjukvårdssystemet med covid-19-tester. Professor Magnar Bjørås vid institutionen för klinisk och molekylär medicin har lett projektet för att utveckla den nya testmetoden och postdoktor Sulalit Bandyopadhyay vid institutionen för kemisk processteknik har lett ett team som har arbetat med själva framtagandet av det nya testet. Testet gör fler tester möjliga och ger snabbare svar. Detta kommer också väl till pass i smittskyddsarbetet internationellt. I september 2020 har avtal undertecknats med Danmarks Tekniska Universitet (DTU) och APS LABS, ett indiskt bioteknikföretag, om köp av en miljon covid-19-testkit från NTNU.NTNU:s coronatest belönades med norska forskningsrådets innovationspris i november 2021.

## Snabbtester eller Antigentester
COVID-19 snabba antigentester är laterala flödesimmunanalyser som detekterar närvaron av ett specifikt viralt antigen, vilket indikerar aktuell virusinfektion. Antigentester ger resultat snabbt (inom cirka 15–30 minuter), och de flesta kan användas på provtagningsplatsen eller som självtester. Självtester är snabbtester som kan tas hemma eller var som helst, är lätta att använda och ger snabba resultat.
Antigentester som kan identifiera SARS-CoV-2 erbjuder en snabbare och billigare metod för att testa för viruset.  Antigentester är i allmänhet mindre känsliga än realtids omvänd transkriptionspolymeraskedjereaktion (RT-PCR) och andra nukleinsyraamplifieringstester (NAAT). 
Antigentester kan vara ett sätt att testa fler personer.  Isotermiska nukleinsyraamplifieringstester kan bara behandla ett prov i taget per maskin. RT-PCR-tester är korrekta men mycket tid, energi och utbildad personal för att köra testerna.
Antigentester för detektion av SARS-CoV-2 detekterar inte antikroppar som produceras av den infekterade personen. De är inte antikroppstester utan de spårar specifika proteiner (proteiner från virusets hölje) och testar därmed om en infektion är pågående. Det finns många olika varianter av antigentester.  Testererna kan avläsas inom 15 till 30 minuter. Resultaten är  inte lika tillförlitliga som med PCR-testet. Antigentester i snabbtester är oftast antingen fluorescens- eller kemiluminiscensbaserade tester, där virusproteinet detekteras genom en specifik färgning och kräver en metod för utvärdering I allmänhet är testernas känslighet och specificitet lägre än för PCR-tester.

### Känslighet och specificitet
Oberoende utvärderingar av olika tester som utfördes i början av 2021 visade att antigentesternas känslighet och specificitet i praktiken kan skilja sig avsevärt från tillverkarnas påståenden och att det finns betydande skillnader i tillförlitlighet mellan olika tester. Till exempel fann en jämförelse av 7 tester känsligheter  på mellan 98,53 % och 100 % i fem tester, men bara 94,85 % respektive 88,24 % i två andra. I november 2021 publicerade Paul Ehrlich Institute (PEI) resultaten av kvalitetskontroller av antigentester från olika tillverkare. Känsligheten varierade kraftigt med mängden virus i proven. 
US Food and Drug Administration (FDA) fann i initiala studier i USA att vissa snabbantigentester inte var tillräckligt känsliga för 
Omicron-varianten av SARS-CoV-2. Paul-Ehrlich-Institutet (PEI) utvärderade känsligheten hos de antigentester som har använts i Tyskland. Den 14 december 2021 hade 245 antigentester utvärderats av institutet: 199 tester (80 procent) klarade undersökningen och 46 produkter nådde inte känsligheten på 75 % och blev underkända. PEI anser att  majoriteten av de godkända testerna även påvisar en SARS-CoV-2-infektion med Omicron-varianten. En annan studie, som skilde mellan olika stor virusförekomst, visade en låg känslighet, mindre än 10 % vid medelhöga nivåer av virus.  PEI offentliggjorde testresultaten för både positiva och negativa tester, och informerade Federal Institute for Drugs and Medical Devices (BfArM) om otillförlitliga tester. Dessa ströks sedan från  förteckningen över ersättningsgiltiga antigentester.
På grund av den lägre specificiteten – det vill säga den högre sannolikhet för falskt positiva resultat – för snabbtester / antigentester, bör positivta resultat alltid bekräftas med PCR-test.
Om ett antigentest har låg känslighet – dvs. en högre sannolikhet för ett falskt negativt resultat – utesluter ett negativt testresultat inte SARS-CoV-2-infektion. Särskilt i den tidiga fasen av en koronainfektion kan infektioner undgå upptäckt. National Academy of Sciences menar att snabbtest / antigentester endast ger  en bild av virusbelastningen hos den testade personen vid testtillfället. Ett negativt resultat av ett sådant test är därför endast giltigt i ungefär en dag.

### Användning
Asymptomatiska patienter är viktiga att identifiera. En granskning baserad på 64 studier som undersökte effekten av 16 olika antigentester fastställde att de korrekt identifierade COVID-19-infektion hos i genomsnitt 72% av personer med symtom, men bara 58% av personer utan symtom. Testerna var mest exakta (78%) när de användes under den första veckan efter att symtomen först utvecklades. Vissa forskare tvivlar på om ett antigentest kan vara användbart mot COVID-19, har andra hävdat att antigentester är mycket känsliga när virusbelastningen är hög och människor är smittsamma, vilket gör dem lämpliga för folkhälsoscreening. Rutinmässiga antigentester kan snabbt identifiera när asymptomatiska personer är smittsamma, medan uppföljande PCR kan användas om bekräftande diagnos behövs.

### Provtagningsmetoder
Snabbtester använder alla tekniskt samma princip, men hur provet tas är olika i praktiken:
- Nasopharynx "I denna testvariant tar testpersonen provmaterialet från främre delen av näsan med en tunn bomullspinne."
- Saliv: Viruset kan påvisas i saliv genom att samla in en viss mängd saliv i ett rör.
- Gurgeltester: Testperson gurglar munnen med en vätska, ofta en saltlösning.
- Klubbtest: Testpersonen suger på en bomullspinne under en tid. Saliven som fäster vid klubban testas sedan. Metoden har använts främst för barn, som får obehag av näsprov.
- Poolingtest: I denna metod samlas prover från flera personer vanligtvis i form av salivprov och utvärderas sedan tillsammans. Detta påskyndar processen och sparar kostnader och material. Om testet är negativt kan man dra slutsatsen att alla ämnen är negativa. Om det å andra sidan är positivt, testas alla individer igen för att identifiera den smittade personen.
- Viruskoncentrationen långt bak i  näsan är 10 till 100 gånger högre än i halsen eller i ren saliv, och därför föredras en nasopharynx  som standardmetod.

## Antikroppstester
Kroppen producerar antikroppar vid virusinfektioner för att neutralisera viruset. Blodprov som kallas serologiska tester eller serologiska immunanalyser kan detektera närvaron av sådana antikroppar.  Antikroppstester kan användas för att bedöma hur stor del av en befolkning som en har smittats av ett virus. Resultaten kan sedan användas för att beräkna sjukdomens dödlighet eller frekvensen av sjukhusinläggningar av sjukdomen. De kan också användas för att verifiera om ett givet vaccin genererar ett adekvat immunsvar. 
Hur länge eller effektivt antikropparna mot SARS-CoV-2 skyddar mot sjukdom har inte fastställts. Ett positivt antikroppstest  innebär inte immunitet mot en framtida infektioner av Covid-19. Antikroppar mot vissa sjukdomar kvarstår i blodomloppet i många år ibland livslångt, medan andra försvinner fortare.
De mest antikropparna efter infektion är av typerna IgM och IgG. IgM-antikroppar är kan upptäckas flera dagar efter infektion, även om nivåer  inte är väl kända. IgG-antikroppar blir detekterbara senare 10–14 dagar efter infektion och når sin topp normalt efter cirka 28 dagar. Detta mönster av antikroppsutveckling som ses vid andra infektioner gäller ibland inte SARS-CoV-2.  IgM uppträder ibland efter IgG, eller tillsammans med IgG och ibland inte alls. IgM-detektion sker ofta 5 dagar efter symtomdebut, medan IgG detekteras genomsnittsligt 14 dagar efter symtomdebut.  IgG-nivåerna minskar avsevärt efter två eller tre månader.  Genetiska tester verifierar infektion tidigare än antikroppstester. Endast 30% av dem med ett positivt genetiskt test producerade ett positivt antikroppstest på dag 7 av infektionen.

### Olika typer av antikroppstester

#### Snabbtest
RDT använder vanligtvis en liten, bärbar, positiv / negativ lateral flödesanalys som kan utföras vid provtagningen. RDT kan behandla blodprover, salivprover eller näspinnevätskor. RDT producerar färgade linjer för att indikera positiva eller negativa resultat. 

##### EnzymLierad ImmunoSorbentAnalys (ELISA)
ELISA kan vara kvalitativ eller kvantitativ och kräver i allmänhet ett labb. Dessa tester använder vanligtvis helblod, plasma eller serumprover. En platta är belagd med ett virusprotein, till exempel ett SARS-CoV-2-spikprotein. Proverna inkuberas med proteinet, vilket gör att eventuella antikroppar kan binda till det. Antikropps-proteinkomplexet kan sedan detekteras med en annan tvätt av antikroppar som ger en färg/fluorescerande avläsning. 

##### Neutraliseringsanalys
Neutraliseringsanalyser bedömer om provantikroppar förhindrar virusinfektion i testceller.  Dessa tester tar prov på blod, plasma eller serum. Testkulturcellerna som tillåter viral reproduktion (t.ex. Vero E6-celler). Genom att variera antikroppskoncentrationer kan forskare visualisera och kvantifiera hur många testantikroppar som blockerar virusreplikation. 

##### Kemiluminescerande immunanalys
Kemiluminescerande immunanalyser är kvantitativa laboratorietester. De tar prov på blod, plasma eller serum. Proverna blandas med ett känt virusprotein, buffertreagens och specifika, enzymmärkta antikroppar. Resultatet är självlysande. En kemiluminescerande mikropartikelimmunanalys använder magnetiska, proteinbelagda mikropartiklar. Antikroppar reagerar på virusproteinet och bildar ett komplex. Sekundära enzymmärkta antikroppar tillsätts och binder till dessa komplex. Den resulterande kemiska reaktionen ger ljus. Utstrålningen används för att beräkna antalet antikroppar. Detta test kan identifiera flera typer av antikroppar, inklusive IgG, IgM och IgA.

#### Neutraliserande gentemot bindande antikroppar
De flesta, om inte alla, storskaliga COVID-19-antikroppstester letar endast efter bindande antikroppar och mäter inte de viktigare neutraliserande antikropparna (=NaB). En NAb är en antikropp som neutraliserar infektektionsförmågan hos en viruspartikel genom att blockera dess bindning till eller inträde i en mottaglig cell. Höljeförsedda virus, som t.ex. SARS-CoV-2, neutraliseras genom blockering av steg i replikationscykeln fram till och med membranfusion. En icke-neutraliserande antikropp binder antingen inte till de avgörande strukturerna på virusytan eller binder men lämnar viruspartikeln smittsam. Antikroppen kan fortfarande bidra till att viruspartiklar eller infekterade celler förstörs av immunsystemet. Det förväntas att bindande antikroppar innebär förekomst av NAbs och för många virussjukdomar korrelerar totala antikroppssvar något med NAb-svar men detta är inte fastställt för COVID-19. En studie av 175 återhämtade patienter i Kina som upplevde milda symtom rapporterade att 10 individer inte hade några detekterbara NAbs vid utskrivning eller därefter. Hur dessa patienter återhämtade sig utan hjälp av NAbs och om de riskerade återinfektion behandlades inte.  En ytterligare källa till osäkerhet är att även om NAbs är närvarande kan virus som HIV undvika NAb-svar.
Studier har visat att NAbs till det ursprungliga SARS-viruset (föregångaren till det nuvarande SARS-CoV-2) kan förbli aktivt i två år och är borta efter sex år. Ändå kan minnesceller inklusive minne B-celler och minnes-T-celler vara mycket längre och kan ha förmågan att minska reinfektionens svårighetsgrad.

## Radiologiska diagnosmetoder
Genom bilddiagnostisk medicinsk undersökning av bröstkorgen kan man se avvikelser i lungorna som kan vara relaterade till covid-19. En litteraturgenomgång från mars 2020 drog slutsatsen att lungröntgen av bröstkorgen har litet diagnostiskt värde i ett tidigt skede, medan datortomografi kanske kan upptäcka viruset redan innan symtomen börjar. En studie som jämför PCR med CT i Wuhan i epicentrum för den nuvarande pandemin har antytt att CT är betydligt känsligare än PCR, även om det är mindre specifikt. 
Diagnos baserad på datortomografi är ett bra alternativ till PCR-test på grund av dess snabbhet och har också fördelen att sjukdomens svårighetsgrad i lungorna också kan bestämmas. Skanningsbilderna visade skador på alveolerna vid Postcovid, vilket leder till att blodet inte syresätts ordentligt. Med vanliga MR-undersökningar kan syretransporten i lungorna inte ses. Gasen Xenon, som beter sig precis som syre i lungorna, kan man synliggöra syrgasutbytet, med  isotopen 129Xe görs en hyperpolariserade  MR-undersökning.

## Slutsatser av testning
På grund av skillnader i antalet tester som har genomförts i olika länder och hur olika länder rapporterar från sina provtagningar är det svårt att generalisera erfarenheter från ett enskilt land, och det kan leda till felaktiga slutsatser.
Tidigt under pandemin i mars 2020 fanns inga tillförlitliga uppgifter om förekomsten av viruset i olika befolkningar.  Den 23 april 1920 hade de länder som publicerade sina testdata i genomsnitt tester på motsvarande 1,3 % av befolkningen, och inget land hade testat mer än 13,4 % av befolkningen. Skillnader i antalet tester som utförs i enskilda länder, påverkar den rapporterade dödligheten, dödligheten, "dödsfallet". Om flest tester tas på svårt sjuka,  sjukhusinlagda patienter och få på den del av befolkningen som inte utvecklar svår sjukdom överskattats dödligheten i sjukdomen vilket var fallet i många länder i början av pandemin. Det betyder inte att antalet döda överskattas utan det är den procentuella dödligheten som påverkas. Om personer som inte provtogs dog av sjukdomen så underskattas antalet dödsfall i sjukdomen vilket också skedde i många fall.